# NGC 2710
NGC 2710 is een balkspiraalstelsel in het sterrenbeeld Grote Beer. Het hemelobject werd op 18 maart 1790 ontdekt door de Duits-Britse astronoom William Herschel.

## Synoniemen
- UGC 4705
- MCG 9-15-66
- ZWG 264.46
- IRAS08560+5554
- PGC 25258